# Linda Moulton Howe
Linda Moulton Howe (sinh ngày 20 tháng 1 năm 1942) là một nhà báo điều tra người Mỹ và nhà sản xuất phim tài liệu đoạt giải Emmy Khu vực nổi tiếng với công việc là một nhà nghiên cứu UFO và ủng hộ một loạt thuyết âm mưu, bao gồm cả việc điều tra các vụ tùng xẻo gia súc và kết luận rằng chúng được thực hiện bởi người ngoài hành tinh. Bà cũng được ghi nhận cho những suy đoán của mình rằng chính phủ Mỹ đang làm việc với người ngoài hành tinh.

## Thiếu thời
Bà chào đời với nhũ danh Linda Ann Moulton ở Boise, Idaho. Howe tham gia cuộc thi Hoa hậu Boise năm 1963 để nhận học bổng đại học và tiếp tục giành vương miện Hoa hậu Idaho năm 1963 và học bổng, và tham gia cuộc thi Hoa hậu Mỹ năm 1964 tại Atlantic City. Howe nhận bằng Cử nhân hạng tối ưu năm 1965 chuyên ngành Văn học Anh từ Đại học Colorado. Năm 1966, Howe được trao tặng học bổng Stanley Baubaire cho công việc cấp bằng Thạc sĩ tại Đại học Stanford, Palo Alto, California. Bà đã nhận bằng Thạc sĩ Truyền thông của Đại học Stanford vào năm 1968, nơi bà sản xuất một bộ phim tài liệu cho Trung tâm Y tế Stanford và Luận văn thạc sĩ của mình, "A Picture Calculus," tại Máy gia tốc Tuyến tính Stanford.

## Sự nghiệp
Công việc ban đầu của Howe tập trung vào các vấn đề môi trường. Từ 1978 đến 1983, Howe là Giám đốc Dự án Đặc biệt tại KMGH-TV, Kênh 7, Denver, Colorado. Phim tài liệu của bà bao gồm Poison in the Wind và A Sun Kissed Poison đã so sánh ô nhiễm khói bụi ở Los Angeles và Denver, Fire In The Water nói về hydrogen như một nguồn năng lượng thay thế cho nhiên liệu hóa thạch và A Radioactive Water nói về uranium làm ô nhiễm nước uống công cộng trong Vùng ngoại ô Denver. Howe là nhân viên của WCVB-TV khi đài này giành được Giải thưởng Peabody thuộc Tổ chức cho sự xuất sắc của tổ chức này vào năm 1975.
Năm 1980, Howe cho sản xuất A Strange Harvest, một bộ phim tài liệu cho thấy những vết thương bất thường được tìm thấy trên gia súc là công việc của những sinh vật ngoài hành tinh, chuyên thu hoạch các bộ phận cơ thể cần cho sự sinh tồn hoặc nghiên cứu của họ, và chính phủ Hoa Kỳ là kẻ đồng lõa. Bộ phim tài liệu đã nhận được giải thưởng Emmy khu vực vào năm 1981. Howe được biết đến như một "người ủng hộ trung thành" với những ý tưởng này, và bắt đầu tập trung vào các thuyết âm mưu UFO và suy đoán về mối liên hệ đầy khả nghi giữa các vụ tùng xẻo gia súc, UFO và những âm mưu của chính phủ, nói rằng "Tôi tin chắc rằng một hoặc nhiều trí tuệ ngoài hành tinh đang ảnh hưởng đến hành tinh này". Mặc dù Howe tuyên bố rằng bà đã được xem một tài liệu bí mật sau khi được một nhân viên của chính phủ tin cậy giao lại, nhưng tác giả John Greer đã viết rằng Howe không đưa ra được bằng chứng nào cho những tuyên bố đó ngoài "bằng chứng rất mơ hồ được cung cấp bởi xác bò thối rữa".
Một giám đốc bang Idaho của Mạng lưới UFO Song phương (MUFON) gọi bà là "nhà điều tra UFO ưu việt nhất thế giới", và bà được mệnh danh là một trong những "guru của giới UFO học nước Mỹ", mặc dù Howe cho biết bà coi mình là một nhà sản xuất truyền hình và phóng viên điều tra. Phần lớn công việc của Howe bao gồm những suy đoán về những gì bà nói về hiện tượng "không giải thích được", chẳng hạn như tùng xẻo gia súc, vòng tròn đồng ruộng, nhìn thấy UFO và người ngoài hành tinh bắt cóc.
Howe sản xuất nhiều chương trình liên quan đến UFO, bao gồm cả chương trình Earth Mysteries: Alien Life Forms đặc biệt kéo dài hai giờ kết hợp với WATL-Fox, Atlanta, là Giám chế và Nhà Sáng tạo Khái niệm Ban đầu cho UFO Report: Sightings được tài trợ bởi Paramount Studios và mạng Fox ở Los Angeles được phát sóng lần đầu tiên vào tháng 10 năm 1991 và trở thành loạt phim Sightings trên Fox.
Howe xuất hiện trong một nhóm tham gia hội thảo tại sự kiện báo chí UFO Disclosure được tổ chức tại Câu lạc bộ Báo chí Quốc gia năm 2013, nói rằng bà tin tưởng "công nghệ ngoài hành tinh có vẻ tiên tiến" đến mức "không gian và thời gian có thể bị bẻ cong bởi những nhà du hành ngoài vũ trụ, do đó cho phép người ngoài hành tinh đến thăm Trái Đất".
Howe đã đề xuất rằng một số bức ảnh của các vòng tròn đồng ruộng cho thấy bằng chứng về năng lượng bí ẩn mà bà gọi là "hiện tượng ánh sáng nhìn thấy được". Joe Nickell mô tả Howe là một "nhà báo cả tin" trong một bài báo năm 2002 trên tạp chí Skeptical Inquirer, nói rằng những bức ảnh Howe xuất bản nhằm thể hiện năng lượng bí ẩn chỉ đơn giản là giải thích sai về các tai nạn nhiếp ảnh, như dây đeo cổ tay của máy ảnh phản chiếu đèn flash, hoặc tạo tác hình tròn bởi bụi trôi nổi, những lỗi mà Nickell gọi là "đồ nghề của thợ săn ma".
Howe là khách thường xuyên trên chương trình Coast to Coast AM trong 28 năm, kể từ năm 2003 với George Noory, và năm 1991 với Art Bell. Năm 2019, bà đã kết thúc sự hiện diện hàng tháng của mình trong chương trình này. Howe đã được phỏng vấn trên chương trình đặc biệt Larry King Live, CNN; The O'Reilly Factor, Fox; Sightings và Strange Universe, Fox; NBC's The Other Side; Britain's Union Pictures, ITN và BBC; The Discovery Channel đặc biệt Evidence On Earth; mạng đặc biệt của NBC, Mysterious Origins of Man, và loạt phim truyền hình trên kênh History Channel Ancient Aliens.

## Giải thưởng
- Với công việc ban đầu tập trung vào các vấn đề môi trường, bà nhận được giải thưởng Florence Sabin của Colorado vì "đóng góp nổi bật cho sức khỏe cộng đồng" vào năm 1982.[15]
- An Alien Harvest của Howe nhận Giải thưởng Sách Tây Nam Mexico-Arizona Southwest vào năm 2015.[16]

## Đời tư
Bà có một cô con gái, Laura Kathleen Howe, từ cuộc hôn nhân (1968–1986) giữa bà với Larry W. Howe. Cha bà tên là Chet Moulton, Giám đốc Hàng không của Idaho từ năm 1946 đến 1971 và nhận được nhiều huân chương hàng không.

## Tác phẩm
- Alien Harvest: Further Evidence Linking Animal Mutilations and Human Abductions to Alien Life Forms. Linda Moulton Howe Productions, 1989, ISBN 0-9620570-1-0; 2nd Edition expanded in text, illustrations and documents: 2014, ISBN 978-0-9620570-0-7
- Glimpses of Other Realities. Linda Moulton Howe Productions
  - Vol. I: Facts and Eyewitnesses. 1993, ISBN 0-9620570-5-3
  - Vol. II: High Strangeness. 1998, ISBN 0-9620570-3-7
- Mysterious Lights and Crop Circles. Linda Moulton Howe Productions, 2002, ISBN 0-9620570-6-1